# Owe Ohlsson
Sven Owe Ohlsson (Hälsö, 1938. augusztus 19. –) világbajnoki ezüstérmes svéd válogatott labdarúgó, edző.
A svéd válogatott tagjaként részt vett az 1958-as világbajnokságon.

## Sikerei, díjai
IFK Göteborg
- Svéd bajnok (1): 1957–58

Svédország
- Világbajnoki döntős (1): 1958